# Barycz Nowa
Barycz Nowa – wieś w Polsce położona w województwie mazowieckim, w powiecie zwoleńskim, w gminie Zwoleń.
Barycz Nowa z sąsiednimi wsiami: Barycz Stara i Barycz-Kolonia tworzą sołectwo Barycz. Pod taką nazwą, jako jedna wieś, występowała w zapisach historycznych i urzędowych do początku XX wieku.
Sołectwo Barycz zajmuje obszar ok. 650 ha w widłach ujścia rzeki Sycynki do Zwolenki, na północno-wschodnich obrzeżach dawnej Puszczy Radomskiej. 
Wierni Kościoła rzymskokatolickiego należą do parafii Niepokalanego Poczęcia NMP w Jasieńcu Soleckimj.

## Nazwa wsi
Nazwa wsi pochodzi prawdopodobnie od słowa bara, dawniej oznaczającego moczary, rozlewiska wodne, bagna i podmokłe tereny. 

## Historia miejscowości
Wieś leżała na szlaku handlowym prowadzącym z południowej Europy przez Lublin i Chodlik do Radomia, a dalej na zachód i Pomorze, co sprzyjało jej rozwojowi. W rejonach obu rzek odkryto stanowiska dawnego hutnictwa dymarkowego, dla którego surowcem była miejscowa ruda darniowa oraz skorupki naczyń ceramicznych. Pierwszym historycznie udokumentowanym właścicielem wsi był Andrzej Ciołek herbu Ciołek z Żelechowa, pochodzący z rodu Ciołków, którego protoplasta (także Andrzej), starosta sandomierski, prowadził do boju trzecią chorągiew w bitwie pod Grunwaldem. Wcześniej, za zasługi dla króla Władysława Łokietka, otrzymał w dzierżawę dobra sandomierskie, w skład których wchodziła także ziemia zwoleńska. 
W 1530 wieś kupił za 1000 florenów Piotr Kochanowski herbu Korwin, sędzia grodzki radomski, właściciel połowy Czarnolasu a od 1525 - Sycyny. Po jego śmierci, w 1559 Barycz przeszła w ręce jednego z pięciu synów, poety i tłumacza literatury antycznej – Andrzeja, brata Jana. Na dokumencie podziału dziedzictwa po Piotrze istnieje zapis: …”wieś czy też miasteczko Barycz”… (w oryg. „villa seu oppidum”), co może świadczyć, że ówczesny stan zabudowy wsi i infrastruktura spełniały podstawowe standardy XVI-wiecznego miasteczka: okazały dwór, młyn, rozległe stawy rybne, folwark z zabudowaniami gospodarczymi, dwie karczmy, we wsi działał kowal oraz garncarz. Do 1676 wieś była w posiadaniu spadkobierców licznego potomstwa Andrzeja Kochanowskiego, kiedy to została sprzedana wojewodzie mazowieckiemu Marcinowi Chomętowskiemu, po czym przeszła we władanie jego syna Stanisława (1706), hetmana polnego, który zmarł bezpotomnie w 1673, a wieś przejął były wojewoda pomorski Ignacy Przebendowski. Kolejnym dziedzicem, po ożenku z córką Ignacego, został Tadeusz Matuszewicz w 1790, minister skarbu Księstwa Warszawskiego. Jego syn Adam, dyplomata, jako spadkobierca utracił wieś za długi karciane w 1835, którą odkupił rząd Królestwa Polskiego i przekazał w 1838 gubernatorowi Kalisza gen. Piotrowi Szabelskiemu, a w 1892 jako donacja przeszła na jego syna Iwana. Po odzyskaniu przez Polskę niepodległości zarządzanie resztą dworskiej ziemi, okrojonej w wyniku uwłaszczenia chłopów (1864), przejął rząd i przeprowadził częściową parcelację, która ostatecznie została zakończona po 1945. 
W latach 1975–1998 miejscowość administracyjnie należała do województwa radomskiego.
Dane według stanu z 2003: 317 mieszkańców, 79 gospodarstw, publiczna szkoła podstawowa, dwa sklepy; zabudowa w większości murowana, komunikacja autobusowa. Niestety poza ruinami młyna, nic nie zachowało się z dawnej zabudowy dworskiej.